# オンコテカ科
オンコテカ科 (オンコテカか、Oncothecaceae) は被子植物の科の1つで、Oncotheca属の1属2種からなる。日本に自生種は知られていない。

## 分布
ニューカレドニアに産する。

## 分類
APG IIIではクレード真正キク類 I (Euasterids I) の直下に目に所属させずに置かれていたが、APG IVではクロタキカズラ目に属することになった。クロンキスト体系ではツバキ目に属する。新エングラー体系ではオンコテカ科は認められていない。